# 玩和線上娛樂
	玩和线上娱乐股份有限公司（日語：ガンホー・オンライン・エンターテイメント株式会社），簡稱GungHo，是一家日本電子遊戲公司，成立於1998年7月1日。原為軟銀集團與美國線上企業onSale Inc.的合資公司，後來成為軟銀集團旗下子公司，但在2015年已解除股權關係，並在2016年宣佈成為獨立的公司。
玩和創辦人孫泰藏是軟銀集團創辦人孫正義的弟弟。創立早年，因代理韓國MMORPG仙境傳說取得成功。後來自行研發的龍族拼圖於日本成為年度營收第一的遊戲。

## 代理、運營或開發的遊戲
| 益智RPG                     | 益智RPG | 益智RPG                       |
| --------------------------- | ------- | ----------------------------- |
| 龍族拼圖                    | 開發    |                               |
| Divine Gate                 | 開發    | 2018年12月11日停止營運        |
| 公主踢騎士Sweets            | 開發    |                               |
| 召喚圖板                    | 開發    |                               |
| Dokuro                      | 發行    |                               |
| MMORPG                      |         |                               |
| 仙境傳說                    | 代理    | 範例                          |
| 仙境傳說II                  | 代理    | 範例                          |
| 伊希歐之夢                  | 開發    | 2017年8月31日終止服務         |
| 幻想RPG                     |         |                               |
| 磷光的萊姆利亞              |         |                               |
| 真・女神轉生IMAGINE         |         |                               |
| Dream Drops                 |         | 2014年1月31日停止營運         |
| 模擬RPG                     |         |                               |
| 仙境傳說公會大師            |         |                               |
| 瀏覽三國志                  |         |                               |
| 射擊遊戲                    |         |                               |
| 玩具大戰                    | 運營    | 2014年3月7日轉由GJ Game作運行 |
| 模擬遊戲                    |         |                               |
| 毛茸茸的麵包工房 珀蒂和佩蒂 | 開發    | 2012年2月16日終止服務         |
| 聖痕的黃金國                |         |                               |

### 預定提供的遊戲

#### 體育遊戲
- eXtreme Soccer （2008年測試結束後由於開發商SonicAnt的破產倒閉而停止開發，再開時間未定）

### 已終止營運的遊戲
- 生存計劃
- A3
- 熱血英豪
- 最遊記RELOAD GUNLOCK
- 要塞2
- 麻雀
- 該伊該伊日本紙牌!
- 大富豪
- 上海
- 談話
- 柏青哥和柏青嫂
- 霸拳傳
- 北斗之拳Online
- Yogurting
- TANTRA
- 俄羅斯方塊Online
- 格蘭蒂亞Online